# Coprosma pumila
Coprosma pumila är en måreväxtart som beskrevs av Joseph Dalton Hooker. Coprosma pumila ingår i släktet Coprosma och familjen måreväxter. Inga underarter finns listade i Catalogue of Life.